# سول رودریگز
سول رودریگز (به انگلیسی: Sol Rodríguez) (زاده ۱۷ آوریل ۱۹۹۰) بازیگر، مدل، بازیگر آرژانتینی است.
از فیلم‌های معروف او می‌توان به بازی در مجموعه تلویزیونی خدمتکاران حیله‌گر اشاره کرد.